# Ernesto Chaparro
Ernesto Antonio Chaparro Esquivel (ur. 2 czerwca 1901 w Pozo Almonte, zm. 20 lipca 1958 w Santiago) – chilijski piłkarz grający na pozycji obrońcy.
Podczas kariery zawodniczej reprezentował barwy CSD Colo-Colo. Był w składzie reprezentacji Chile na igrzyskach olimpijskich 1928 w Amsterdamie oraz mistrzostwach świata 1930.